# Gustav Heinrich Wilmanns
Gustav Heinrich Klemens Wilmanns (* 30. Dezember 1845 in Jüterbog; † 6. März 1878 in Baden-Baden) war ein deutscher Althistoriker und Epigraphiker.

## Biografie
Wilmanns studierte ab 1864 klassische Philologie und Geschichte an der Berliner Friedrich-Wilhelms-Universität unter anderem bei Johann Gustav Droysen, Moriz Haupt und Theodor Mommsen. Zum Jahresende 1867 wurde er mit der Arbeit De sacerdotiorum p. p. R. quodam genere promoviert. Zudem legte Wilmanns das Lehrerexamen ab und wurde noch während seines Probejahres am Cöllnischen Gymnasium in Berlin im März 1869 als Dozent an die Universität Dorpat, heute Tartu in Estland, berufen. Kurz zuvor hatten ihn epigraphische Studien auf Anregung Theodor Mommsens in die Steiermark geführt.
1872 erhielt Wilmanns einen Ruf an die Universität Straßburg, an der er zunächst als außerordentlicher Professor, ab 1876 als Ordinarius wirkte.
Im Winter 1873/1874 unternahm er eine Forschungsreise, die ihn über Italien und Malta nach Tunis und von dort an zahlreiche Orte des römischen Nordafrikas führte. Nach einem zweiten Aufenthalt in Algerien hatte er 1876/1877 über 11.000 Inschriften von Steinen gesammelt, die den Grundstock für seinen im Auftrage der Berliner Akademie der Wissenschaften erarbeiteten Band der nordafrikanischen Inschriften als Teil des Corpus Inscriptionum Latinarum bilden sollten.
Durch die Strapazen seiner Reisen geschwächt, begann er 1877 zwar noch einmal mit Vorlesungen an der Universität, starb jedoch kurze Zeit später. Nach seinem Tode wurde im Jahre 1881 der CIL-Band Inscriptiones Africae latinae in zwei Teilen von Theodor Mommsen herausgegeben.

## Familie
Gustav Wilmanns stammte aus einer Kaufmanns- und Gelehrtenfamilie. Sein Vater Franz Wilmanns (1799–1885) war Baurat im preußischen Staatsdienst und hatte zeitweise unter Karl Friedrich Schinkel gearbeitet. Der Jurist und Reichstagsabgeordnete Karl Wilmanns und der Germanist Wilhelm Wilmanns waren seine Brüder. Der Psychiater Karl Wilmanns und der Chemiker Gustav Wilmanns waren Söhne seines Bruders Franz Rudolph Florenz. Der Sohn seines Bruders Hilmar Franz Günther war der Historiker und Geschichtsdidaktiker Ernst Wilmanns. Gustav Wilmanns hatte keine Nachkommen.

## Schriften
- De sacerdotiorum p.p.R. quodam genere. Praecedit quaestio: De Laurento et Lavinio oppidis. Feicht, Berlin 1867 (phil. Diss., Universität Berlin, 1867; Digitalisat in der Google-Buchsuche; mit lateinischer Vita).
- Exempla inscriptionvm latinarum in usum praecipue academicum. Composuit Gvstavus Wilmanns. 2 Bände. Weidmann, Berlin 1873 (Digitalisat).
- Die Römische Lagerstadt Afrikas. In: Commentationes Philologae in honorem Theodori Mommseni. Scripserunt amici. Weidmann, Berlin 1877, S. 190–212 (Digitalisat).
- Corpus Inscriptionum Latinarum. Vol. 8: Inscriptiones Africae Latinae. Collegit Gustavus Wilmanns. Reimer, Berlin 1881 (Digitalisate; Vorwort mit Nekrolog auf Wilmanns).